# John Herschel
Sir John Frederick William Herschel (Slough, 1792. március 7. – London, 1871. május 11.) angol csillagász és matematikus.

## Élete
William Herschel csillagász és műszerépítő egyetlen gyermeke volt. 17 éves korában vették fel a cambridge-i St. John's College-ba, 1813-ban (21 évesen) már a Royal Society tagja lett, ebben az évben adta közre első tisztán matematikai munkáját. Kis ideig Londonban jogászkodott, majd teljesen a fizikai és asztronómiai kutatások felé fordult.
A kettőscsillagok katalógusának kibővítésére 1834-38-ban a Jóreménység fokához utazott; ennek eredménye a déli égbolt első átfogó tudományos ismertetése. Visszatérve, 1838-ban Viktória brit királynő megkoronázása alkalmával baronet rangot és számos kitüntetést kapott; éveken át volt a Royal Society titkára, több ízben a Királyi Csillagászati Társaság elnöke és 1850-55-ben, miként Isaac Newton is, a királyi pénzverő intézet főnöke.
Hamvai Newtonéi mellett nyugszanak a Westminsteri apátságban. Fiai közül a második, Alexander és a harmadik, John, szintén csillagászok.

## Munkássága
Fontosabb csillagászati megfigyelései 11 kötetes kettőscsillag-katalógusában (Memoirs of the Royal Astronomical Society vol. II-XXXVIII) és az 1864-ben kiadott General Catalogue-ban tette közzé; utóbbi 5079 addig ismeretes ködfoltot és csillaghalmazt tartalmazott.
Dél-afrikai útján fotometriával is foglalkozott. Számos lángspektrumot publikált; egyebek közt a stronciumét és a káliumét.
Ő próbálkozott először a kettőscsillagok pályájának meghatározásával.

## Munkái
- On Light (London, 1828)
- On Sound (1830)
- Results of astronomical observations made 1834-38 at the Cape of Good Hope, London 1847

## Emlékezete
- Kondor Gusztáv: Emlékbeszed Herschel János külső tag felett